# Encalypta pilifera
Encalypta pilifera är en bladmossart som beskrevs av Funck in Sturm 1819 [25 Apr. Encalypta pilifera ingår i släktet klockmossor, och familjen Encalyptaceae. Inga underarter finns listade i Catalogue of Life.